# Ta (kana)
En l'escriptura japonesa, els caràcters た (hiragana) i タ (katakana) són dues mores que ocupen la 16a posició en el sistema modern d'ordenació alfabètica gojūon (五十音), entre そ i ち; i el 16è en el poema iroha, entre よ i れ. En la taula a la dreta, que segueix l'ordre gojūon (per columnes, i de dreta a l'esquerra), s'hi troba en la tercera columna (a la que dona nom, た行, «columna TA») i la primera fila (あ段, «fila A»).Una mora és la unitat superior al segment i inferior a la síl·laba.
El caràcter た prové del kanji 太, mentre que タ prové de 多.
Poden dur l'accent dakuten: だ, ダ.

## Romanització
Segons els sistemes de romanització Hepburn modificat, Kunrei-shiki i Nihon-shiki:
- た, タ es romanitzen com a «ta».
- だ, ダ es romanitzen com a «da».

## Escriptura
| El caràcter た s'escriu amb quatre traços: 1. Traç horitzontal. 2. Traç diagonal cap avall a la dreta, encara que quasi vertical, que talla el primer traç. 3. Traç horitzontal a la dreta, lleugerament corbat cap a sota. 4. Traç horitzontal a sota del darrer lleugerament corbat cap amunt. |
| El caràcter タ s'escriu amb tres traços: 1. Traç diagonal cap avall i a l'esquerra. 2. Traç primer horitzontal cap a la dreta i després corb cap avall i a l'esquerra. 3. Traç diagonal cap avall i a la dreta, tallant a l'anterior.                                                            |

## Altres representacions
- Sistema Braille:[5]

| ●－ －● ●－ |

- Alfabet fonètic: 「煙草のタ」 (la «ta de tabaco», on tabaco vol dir tabac)
- Codi Morse: －・